# مرد را غرق کن
مرد را غرق کن (به انگلیسی: Blow the Man Down) یک فیلم سینمایی دلهره‌آور و کمدی سیاه آمریکایی محصول سال ۲۰۱۹ به نویسندگی و کارگردانی بریجیت ساوج کول و دانیل کرودی است.

## بازیگران اصلی
- مورگان سیلر در نقش مری بث کانلی
- سوفی لوو در نقش پریسیلا کانلی
- مارگو مارتیندال
- جون اسکویب در نقش سوزی گالاگر
- انت اوتول در نقش گیل مگوایر
- ابن ماس-بچراک در نقش گورسکی
- گیل رانکین در نقش الکسیس
- اسکیپ سودات در نقش افسر کولتی
- مارسلین هوگو در نقش دورین بورک
- کندری رودریگز در نقش دختر فروشگاه زیبایی
- ویل بریتین به عنوان افسر جاستین برنان
- دیوید کوفین به عنوان ماهیگیر آواز
- توماس کی در نقش دکلان کراولی

## تولید
فیلمبرداری در فوریه ۲۰۱۸ در هارپسول، ماین آغاز شد.

## انتشار فیلم
اولین نمایش جهانی این فیلم در جشنواره فیلم ترایبکا در تاریخ ۲۶ آوریل ۲۰۱۹ بود. اندکی بعد، آمازون استودیوز حق توزیع فیلم را به دست آورد. همچنین در ۱۲ سپتامبر ۲۰۱۹ در جشنواره بین‌المللی فیلم تورنتو به نمایش در آمد.  در ۲۰ مارس ۲۰۲۰ به‌طور انحصاری در پرایم ویدئو منتشر شد.